# Moya (Komory)
Moya – miasto na Komorach; na wyspie Anjouan. Według danych szacunkowych w 2012 roku liczba ludności miasta wyniosła 6 715 mieszkańców. Przemysł spożywczy.